# Aaron Royle
Aaron John Royle (Newcastle, 26 gennaio 1990) è un triatleta australiano.
Ex campione del mondo under-23, ha partecipato ai Giochi di Rio de Janeiro 2016 e di Tokyo 2020.